# Liane Sato
Liane Lissa Sato (Santa Mônica, 9 de setembro de 1964) é uma ex-jogadora de voleibol dos Estados Unidos que competiu nos Jogos Olímpicos de 1988 e 1992.
Em 1988, ela jogou em cinco confrontos e finalizou na sétima colocação com o conjunto americano no campeonato olímpico. Quatro anos depois, ela fez parte da equipe americana que conquistou a medalha de bronze no torneio olímpico de 1992, no qual atuou em seis partidas. O irmão de Liane, Eric Sato, também é jogador de vôlei e ganhou duas medalhas olímpicas com a seleção americana, uma de ouro em 1988 e uma de bronze em 1992.